# Vụ thảm sát Częstochowa
Vụ thảm sát Częstochowa, còn được gọi là Thứ Hai đẫm máu, do lực lượng Wehrmacht của Đức khởi xướng vào ngày thứ 4 kể từ lúc bắt đầu Thế chiến II tại thành phố Częstochowa của Ba Lan. Cuộc thảm sát diễn ra từ ngày 4 đến ngày 6 tháng 9 năm 1939. Các vụ xả súng, đánh đập và cướp bóc liên tục nổ ra trong ba ngày tại các địa điểm riêng biệt xung quanh thành phố.  Khoảng 1.140 thường dân Ba Lan (150 người trong số đó là người Do Thái ), đã bị sát hại.